# Ardeni
Ardeni (limba celtă: Arduenna = podiș, în franceză Ardennes, în germană Ardennen) este o zonă de podiș hercinic care se învecinează în partea de est cu Masivul Șistos Renan. Partea cea mai mare a regiunii se află în sud-estul Belgiei, în rest se întinde și în Luxemburg și Franța  (Departamentul Ardennes). Regiunea are un relief deluros împădurit delimitat de râurile Mosela și Meuse care de la nivelul râului Sambre trece treptat în câmpia Flandrei.
La nord-est de Ardeni se întinde platoul Hautes Fanges (692 m), care e separat de Eifel numai din punct de vedere politico-administrativ. Altitudinea medie a regiunii este de 550 m punctul cel mai înalt a regiunii se află în nord la „Baraque de Fraiture” (652 m) situat în provincia valonă Luxemburg din Belgia.

## Râuri

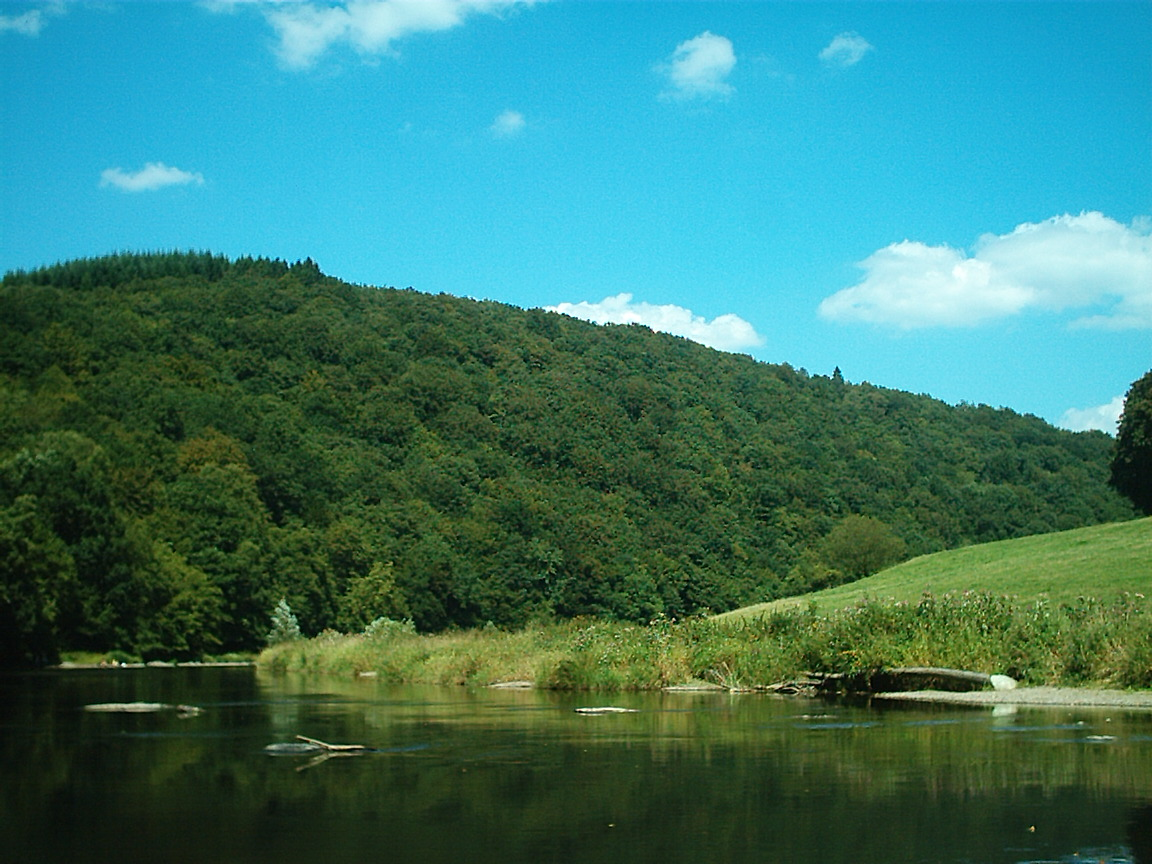
Ardenii pe valea Semois

- Maas (Meuse)
- Namur
  - Chiers
  - Semois
  - Lesse
  - Ourthe
- Râul Mosela
  - Sûre
  - Our

## Istoric
În regiunea istorică au avut loc mai multe bătălii sângeroase. În timpul celui de al doilea război mondial la data de 10 mai 1940, Germania a atacat Franța, trupele germane au încercuit trupele aliaților care au suferit după câteva zile o înfrângere dezastruoasă. Atacul neașteptat german, a fost urmat de pătrunderea trupelor germane în Franța, Belgia și Olanda. O altă bătălia a avut loc în 1944, ea a intrat în istorie sub numele de Ofensiva din Ardeni.